# Dias Kalen
Dias Kalen (1997) è un lottatore kazako, specializzato nella lotta greco romana.

## Palmarès
- Campionati asiatici

Ulaanbaatar 2022: argento negli 82 kg.